# What a Wonderful World (Groningen)
What a Wonderful World! Musicvideo's in architecture was een kunstroute en expositie in Groningen uit 1990, georganiseerd door het Groninger Museum en de Dienst Ruimtelijke Ordening van de gemeente Groningen. De route was georganiseerd in verband met het 950-jarig bestaan van de stad Groningen en bestond uit vijf paviljoens welke verspreid over de stad geplaatst waren.
Van de vijf oorspronkelijke paviljoens zijn er twee op hun oorspronkelijke plek blijven staan, namelijk het Tschumipaviljoen op het Hereplein en de Video Bus Stop op het Emmaplein. Het paviljoen van Coop Himmelb(l)au werd verplaatst naar Delfzijl en het paviljoen van Zaha Hadid naar Appingedam. Het paviljoen van Peter Eisenman is gesloopt.

## Geschiedenis
Eind jaren 80 kwam het voorstel van Ypke Gietema, de Groninger wethouder van Ruimtelijke Ordening en Cultuur om de viering van het jubileum te combineren met de plannen voor nieuwbouw van het Groninger Museum. De paviljoens zouden geplaatst worden in de buurt van het nieuwe gebouw als poging een verbinding te maken tussen architectuur en de kunst te maken.
In 1988 werden Peter Eisenman, Zaha Hadid, Coop Himmelb(l)au, Rem Koolhaas en Bernard Tschumi gevraagd om ieder voor zich een paviljoen te ontwerpen in het kader van de expositie.
De opening van de paviljoens viel samen met een gelijknamige expositie in het nieuw geopende Groninger Museum, waar maquettes van de paviljoens en gerelateerde kunstobjecten te zien waren. De paviljoens zelf toonden video's van onder meer David Bowie, Michael Jackson, Bob Dylan, Bryan Ferry en Talking Heads.
De paviljoens waren geopend tussen 26 augustus 1990 en 28 oktober 1990. De expositie werd echter wegens succes verlengd tot 3 december van dat jaar. Daarna werd alleen het Tschumipaviljoen nog gebruikt voor exposities, de overige paviljoens kwam leeg te staan en werden verplaatst of gesloopt.

## Galerij

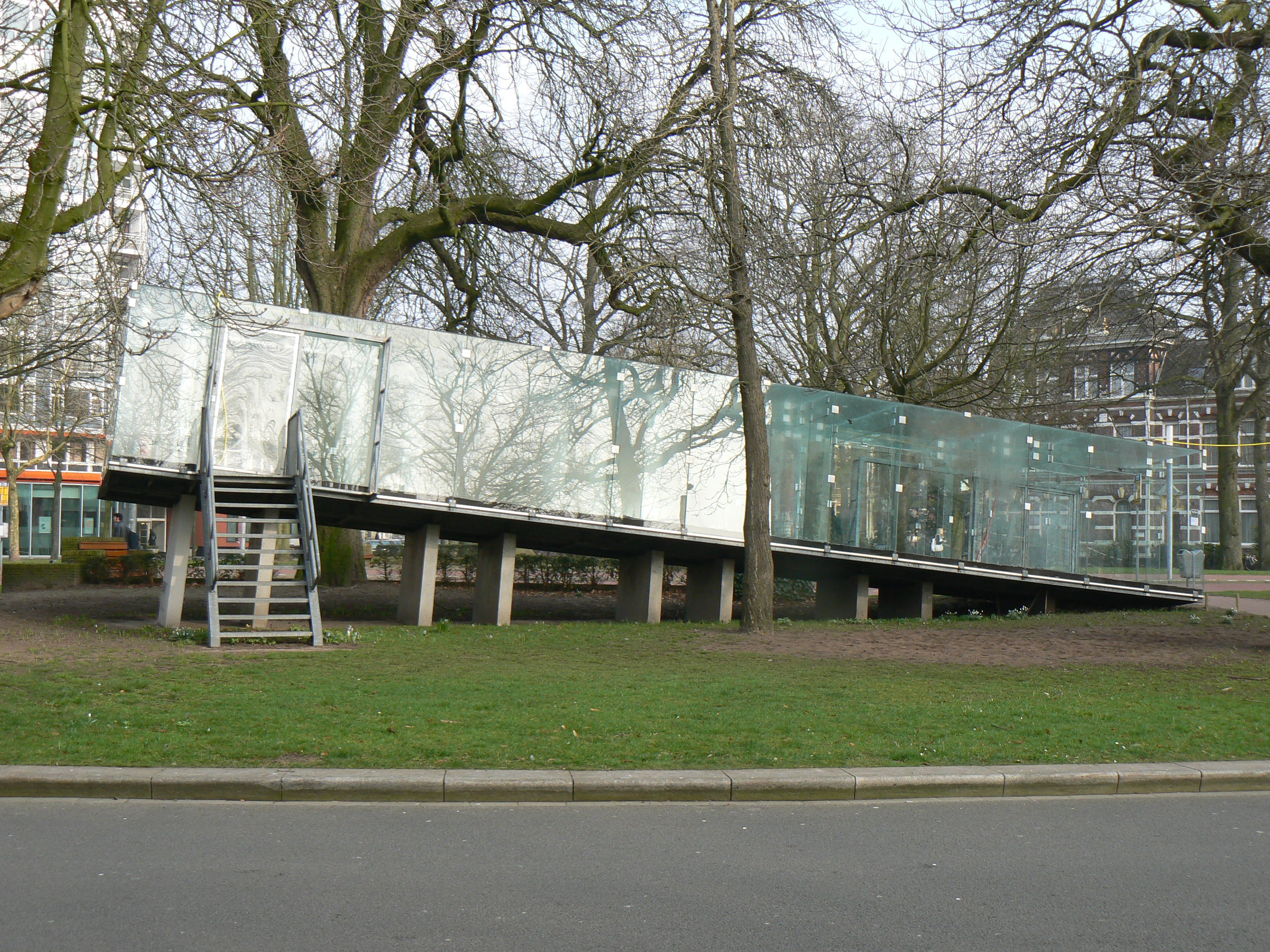
Paviljoen van Bernard Tschumi
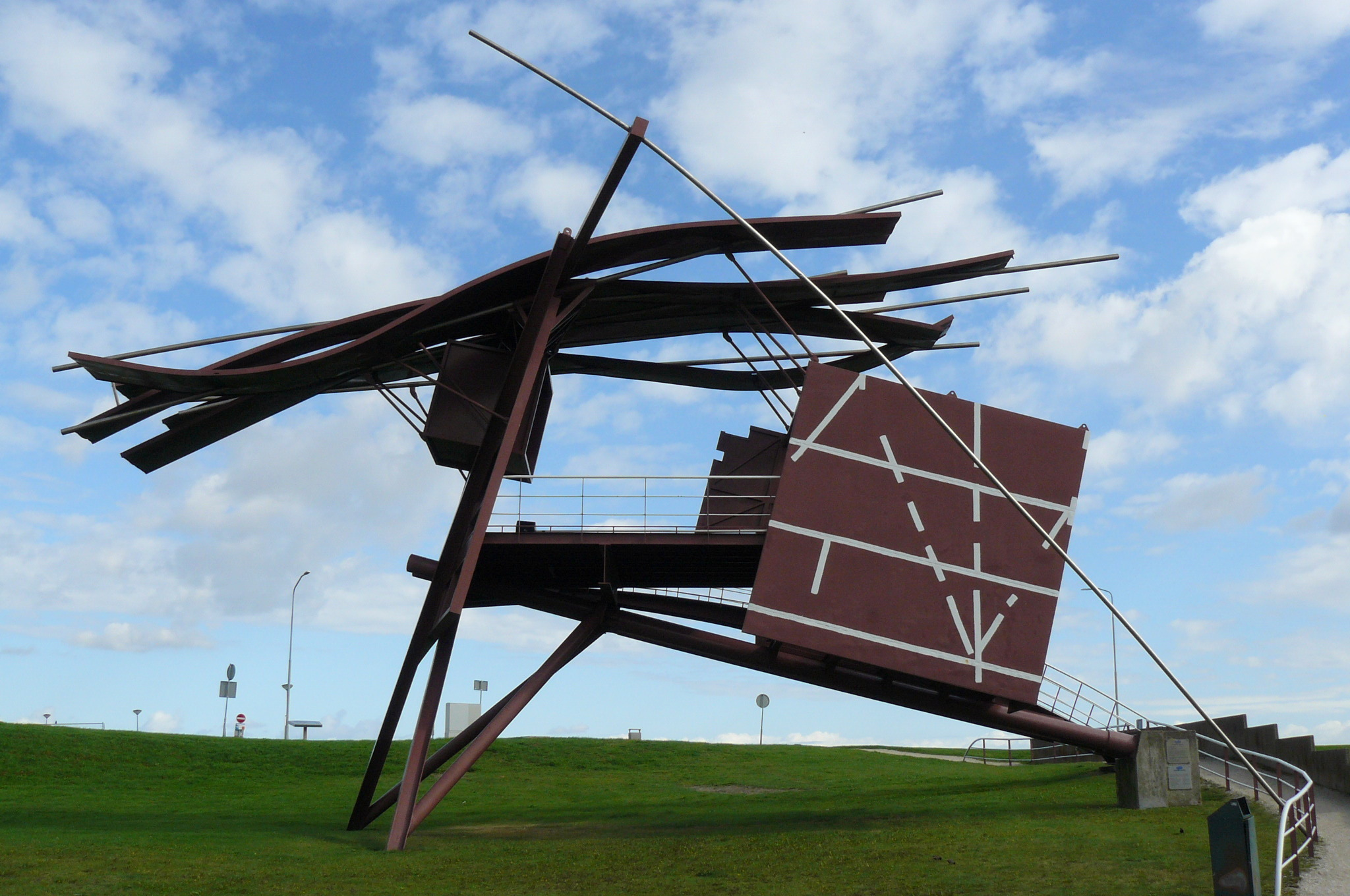
Paviljoen van Coop Himmelb(l)au
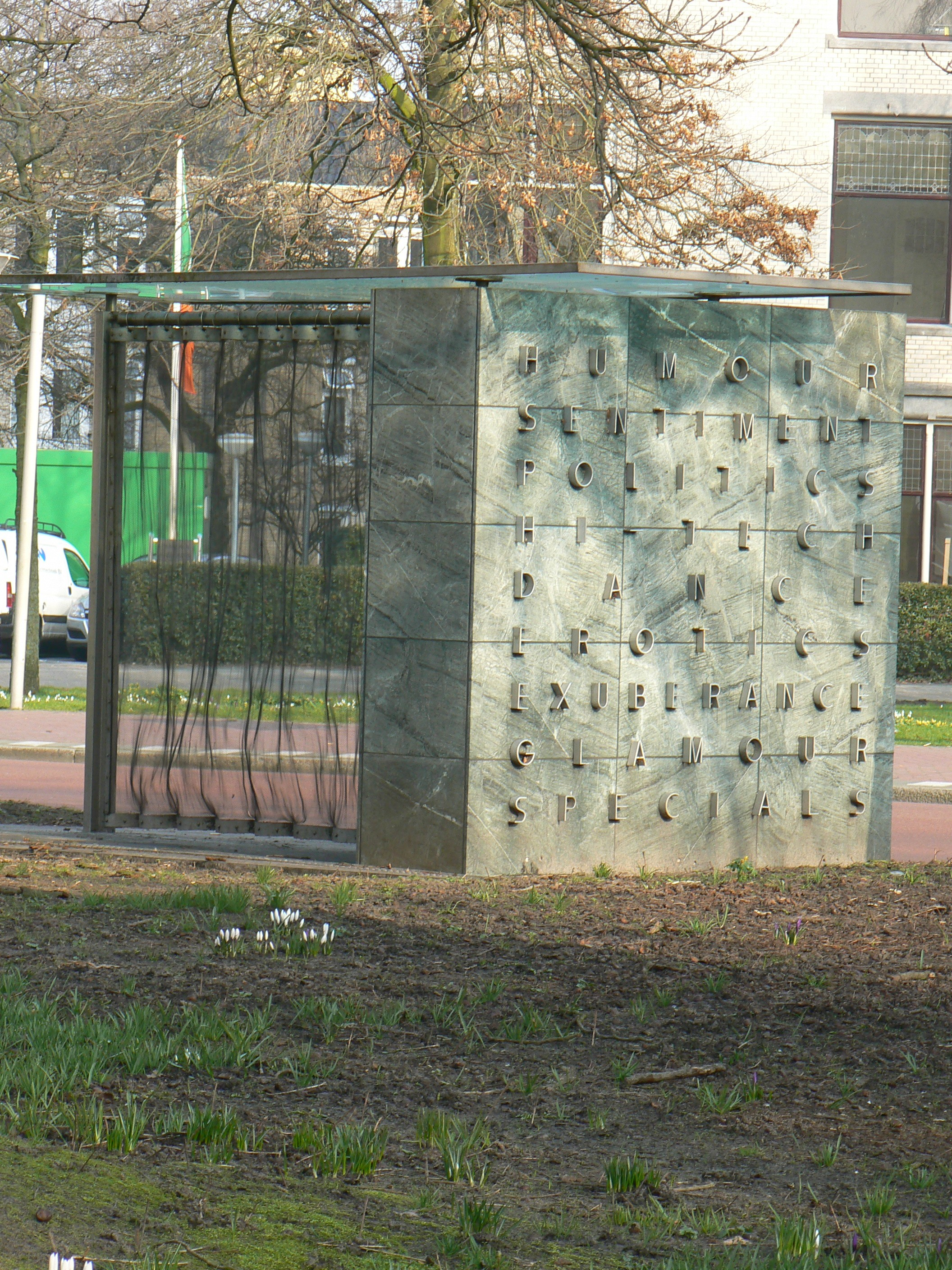
Paviljoen van Rem Koolhaas
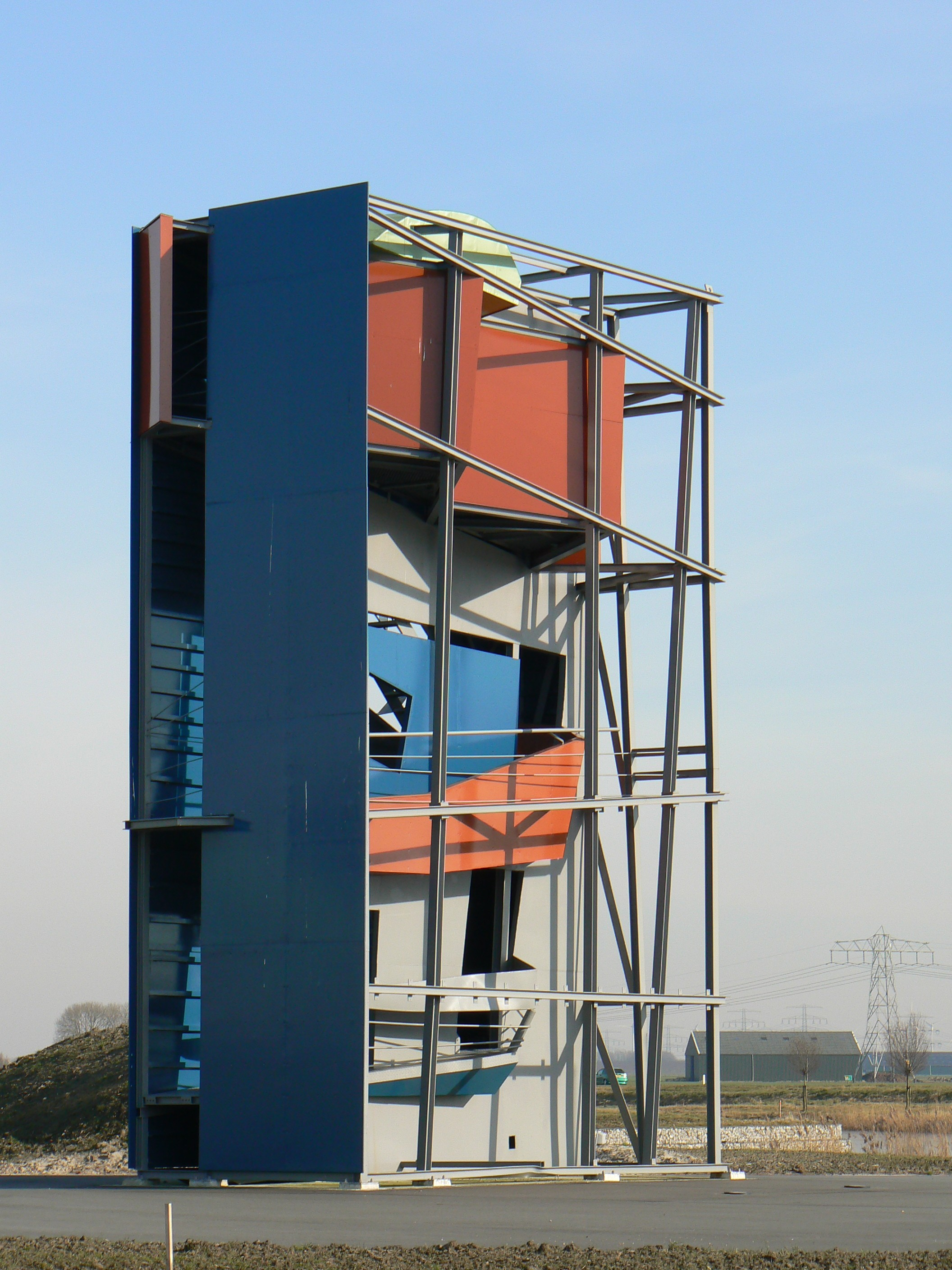
Paviljoen van Zaha Hadid